# 毛罗·切廖尼
毛罗·切廖尼（義大利語：Mauro Cerioni，1948年8月3日—），生于卡斯泰尔韦特罗皮亚琴蒂诺，意大利前男子篮球运动员。他曾代表意大利获得1972年夏季奥运会篮球比赛男子第四名。